# Карапетян, Шаварш Владимирович
Шава́рш Влади́мирович Карапетя́н (арм. Շավարշ Վլադիմիրի Կարապետյան; род. 19 мая 1953, Кировакан, Кироваканский район) — советский спортсмен в дисциплине подводное плавание, одиннадцатикратный рекордсмен мира, тринадцатикратный чемпион Европы, пятнадцатикратный обладатель Кубка СССР, семикратный чемпион СССР, заслуженный мастер спорта СССР (1982). Почётный президент российской Ассоциации подводного плавания. Награждён орденом «Знак Почёта», а также почётным знаком Международного комитета «За честную игру» (англ. Fair Play) 22 декабря 1983. Шаварш Карапетян спас несколько десятков людей в нескольких авариях.

## Биография
Родился 19 мая 1953 года в городе Кировакан (ныне — Ванадзор). В 1964 году с семьёй переехал в Ереван, где окончил 11 классов средней школы и автомеханический техникум. После этого поступил в Армянский государственный институт физической культуры, который окончил с отличием.
Также окончил Ереванский институт народного хозяйства (ныне Армянский государственный экономический университет), факультет «планирование промышленности».
В 1975—1976 годах проходил военную службу в одной из частей Бакинского округа ПВО. В 1991 году переехал в Москву.
15 февраля 1985 года стал участником тушения пожара в Спортивно-концертном комплексе в Ереване, на холме Цицернакаберд. Карапетян оказался на месте возгорания одним из первых и принялся помогать пожарным. В ходе операции по тушению здания он получил травмы и ожоги, после чего месяц провёл в больнице.
Шаварш принял участие в съёмках  Голубого огонька 1986 года, посвящённого Международному Женскому дню 8 марта.
24 апреля 2007 года зарегистрирована некоммерческая организация «Благотворительный Фонд Шаварша Карапетяна», которая осуществляла деятельность в области спорта. Ликвидирована в 2021 году.
6 октября 2013 года принял участие в эстафете олимпийского огня Игр 2014 года в Сочи, проходившей в Москве. Огонь у Шаварша Карапетяна, бежавшего по Красной площади, погас и был зажжён сотрудником ФСО.
В 2018 году являлся доверенным лицом кандидата на должность президента России Владимира Путина.
20 марта 2020 года был назначен на должность Советника главы Башкирии на общественных началах.

## Спасение людей

### Спасение 8 января 1974 года
8 января 1974 года Карапетян возвращался на автобусе со спортивной базы Цахкадзор в Ереван. В автобусе в тот момент находилось более тридцати пассажиров, включая спортсменов. На крутом подъёме водитель заметил неполадки в работе мотора, остановил автобус и вышел из салона. В тот же момент неуправляемый автобус покатился вниз со склона. Первым отсутствие водителя заметил Карапетян, который сидел ближе всех к кабине шофёра. В попытке остановить автобус и избежать падения в ущелье он локтем разбил стеклянную стенку, отделявшую кабину от салона, дотянулся до руля и резко направил автобус в сторону горы. Карапетян, отвечая на вопрос, как ему это удалось, сказал: «Просто я был ближе всех».

### Спасение 16 сентября 1976 года
16 сентября 1976 года Карапетян с братом и тренером совершали утреннюю пробежку. Случайно они оказались на месте падения троллейбуса в Ереванское водохранилище. Карапетян принялся спасать людей из воды. Он передавал брату спасённых людей, а брат — на лодку, из лодки — в машину. На глубине 10 метров при нулевой видимости Карапетян разбил ногами заднее окно троллейбуса и вытащил 46 пассажиров из 92. 20 из них удалось вернуть к жизни. Пассажиров без сознания доставляли в больницу. В один из заходов на глубину Карапетян понял, что вытащил не человека, а подушку от сиденья троллейбуса. По его словам, эта подушка часто снилась ему по ночам, так как он мог спасти жизнь ещё одному человеку. Тело Карапетяна было изрезано осколками разбитого окна. После спасательных работ Карапетян тяжело заболел пневмонией, которая осложнилась сепсисом. Температура держалась на уровне 40 °C и в больнице он провёл 45 дней. После воспаления в лёгких образовались спайки и каждый глубокий вдох спортсмену давался с трудом, так как на высоте вдоха спайки натягивались, вызывая боли и удушающий кашель.

## Спортивные рекорды
Выздоровев после событий 1976 года, Карапетян вернулся к тренировкам и в 1977 году установил ещё один мировой рекорд в плавании с аквалангом на дистанции 400 метров: 3 минуты 6,2 секунды. Продолжить спортивную карьеру он уже не мог из-за осложнения травм и принял решение уйти из большого спорта. Позже начал работать директором юношеской школы в Ереване.

## Семья
У Карапетяна трое детей — две дочери и сын: Лусинэ, Заруи, Тигран. С 1991 года вместе с семьёй живёт и работает в Москве.

## Награды и признание заслуг
- Орден «Знак Почёта»
- Медаль «За спасение утопающих»
- Медаль «За отвагу» (2010)[15]
- Заслуженный мастер спорта СССР
- Почётный гражданин Еревана (1987)
- Орден «Fair Play» (За честную игру), которым ЮНЕСКО награждает спортсменов, проявивших высочайшее благородство в спорте. Вручен 22 декабря 1983 года.
- Орден Графа Лорис-Меликова первой степени — высшая награда армянского казачества вручена 17 мая 2013 года в Белом зале Союза кинематографистов РФ, «самому выдающемуся человеку из армян Шаваршу Карапетяну»
- Именем Шаварша Карапетяна назван астероид (3027) Шаварш
- В России проводились соревнования по подводному плаванию среди юниоров на приз имени Шаварша Карапетяна (2004 — Кемерово[16], 2005 — Раменское[17], 2006 — Казань[18], 2007 — Тула[19], 2008 — Рыбинск[20], 2009 — Пермь[21])
- С 2018 года имя Шаварша Карапетяна носит отряд Юнармии в Самаре[22]

## Фильмография
- Намедни. Выпуск 22-й. www.youtube.com. Дата обращения: 5 января 2021. Архивировано 1 сентября 2020 года.: Год 1982-й: 10:50
- Фрагмент программы «Точка возврата» из цикла «Живая тема». Телеканал Рен-ТВ: 5 июня 2012[источник не указан 2369 дней]
- Фильм «Пловец» режиссёра Сергея Русакова (2012)[23].